# 10794 Vänge
10794 Vänge eller 1992 DW5 är en asteroid i huvudbältet som upptäcktes den 29 februari 1992 av UESAC vid La Silla-observatoriet. Den är uppkallad efter Vänge på Gotland.
Asteroiden har en diameter på ungefär 11 kilometer.